# Suriname Energy Chamber
Suriname Energy Chamber (SEC) is een Surinaams non-profit platform voor openbare discussie over en onderzoek naar de transitie naar duurzame energie. Betrokken bij de SEC zijn het bedrijfsleven uit binnen- en buitenland, van multinational tot midden- en kleinbedrijf, de overheid, financiële instellingen, multilaterale organisaties en het maatschappelijk middenveld. Het doel is om langetermijnstrategieën te ontwikkelen, coördineren en implementeren.
De SEC werkt in een Public Private Partnership (PPP) samen met de Energie Autoriteit Suriname (EAS) ten behoeve van draagvlak in de private en publieke sector, om implementatie van beleid te bevorderen voor de energiesector. Het SEC wil er tevens voor zorgen dat de bevolking inzicht kan krijgen in de grote fondsen in de energiesector en hoe zij daarin kunnen participeren. Het SEC is samen met de EAS en het Caribbean Centre for Renewable Energy and Energy Efficiency (CCREEE) sinds de start in 2021 betrokken bij de organisatie van de jaarlijkse Suriname Energy, Oil & Gas Summit in Paramaribo. Hierin neemt ze onder meer een rol door modellen te presenteren in verband met de overgang naar hernieuwbare energie. Een voorstel is door met groene certificaten bedrijven te stimuleren om op ecologisch verantwoorde wijze energie op te wekken.

## Oprichting
De SEC werd na een voorbereidingsperiode van een half jaar opgericht in 2022. De softlaunch vond op 22 juni 2022 plaats tijdens een rondetafelconferentie die de SEC organiseerde, samen met stichting Yelf en steun van de Amerikaanse ambassade. Een week later, op 29 juni, vond de hardlaunch plaats toen een memorandum van overeenstemming werd ondertekend door president commissaris Orlando Olmberg van de SEC en directeur Dave Abeleven van de Energie Autoriteit Suriname.
Spelers:
Staatsolie Maatschappij Suriname · Tout Lui Faut-raffinaderij · Energie Autoriteit Suriname · Suriname Energy, Oil & Gas Summit · Suriname Energy Chamber · Caribbean Energy Chamber
Onshore:
Calcutta-olieveld ·
Tambaredjo-olieveld ·
Tambaredjo Noordwest
Offshore:
Blok 52 ·
Blok 53 ·
Blok 58